# Ian Anderson
Ian Scott Anderson (Dunfermline, 1947. augusztus 10. –) skót énekes, dalszerző, gitáros, fuvolista. Főként a Jethro Tull rockzenekar frontembereként ismert.

## Iskolái
- 1953–1958: Roseborn Primary School, Edinburgh
- 1958–1964: Blackpool Grammar School
- 1964–1966: Blackpool College of Art

## Fiatal évei
Ian Anderson egy szállodaigazgató fiaként született. Gyermekkora egy részét Edinburgh-ban töltötte, ez művészileg meghatározó élmény volt számára.
1959-ben családja az északnyugat-angliai Blackpoolba költözött, ahol középfokú tanulmányait végezte, majd szépművészetet tanult. Sok művében utal erre a időszakra, a kalandos felnőtté válásra.

## Karrierjének kezdete
Tizenévesen Ian eladó volt egy áruházban Blackpoolban, majd egy újságosstandnál dolgozott. Később azt nyilatkozta, hogy az ebédszünetekben olvasott Melody Maker és New Musical Express című folyóiratok adták az inspirációt neki a zenéléshez.
1963-ban megalakította a The Blades zenekart iskolai barátaival: Barrimore Barlow (dob), John Evan (billentyűk), Jeffrey Hammond (basszusgitár) és Michael Stephens (gitár). Soul és blues zenét játszottak, Anderson énekelt és szájharmonikázott. A zenekar 1965-ben John Evan Bandre változtatta nevét, és új tagok szálltak be. Hamarosan feloszlottak, mikor Anderson Lutonba költözött, ahol megismerkedett a McGregor's Engine dobosával, Clive Bunkerrel és egyik énekesével, Mick Abrahamsszel. Barátja, John Evan révén találkozott Glenn Cornick basszusgitárossal is, ezután megszületett a ma is aktív Jethro Tull első felállása.
Anderson ekkor feladta elektromos gitáros ambícióit, és – ahogy ezt a „Live at the Isle of Wight” című videó bevezetőjében mondja – ezt az energiát a fuvolázásba fektette, minek következtében néhány hét gyakorlás után már elég jól tudott játszani rock és blues stílusban. De gitártudása sem veszett kárba: akusztikus gitáron folytatta, így az alig néhány, a műanyaghúros gitárt dallam-, de még inkább ritmushangszerként használó zenész egyike lett. Karrierje beindultával szaxofonon, mandolinon, szintetizátoron és egyéb hangszereken is megtanult.
A híres fél lábon fuvolázás véletlenűl alakult ki. Ahogy az Isle of Wight videóban elmondja, eredetileg az egyensúly kedvéért állt fél lábra harmonikával kezében, a mikrofonállványba kapaszkodva. Egy Marquee Club-beli fellépésükről egy újságíró azt írta – rosszul – hogy fél lábon fuvolázik. Ian úgy gondolta, megpróbálja ezt a színpadon bemutatni, de voltak vele gondjai. A Rock and Roll Circus című filmben is láthatjuk kezdeti próbálkozásait a Song for Jeffrey című dal előadása közben. Idősebb korában a fuvolás istenségek ábrázolásait tanulmányozva meglepetéssel vette észre, hogy többek közt Krishna és Kokopelli is fél lábon fuvolázik.

## Az előadó
Anderson karrierjének legjellegzetesebb mintája egy nagyon egyedi színpadi stílus. Rendszerint a brit folklórból merít, de egyes előadásokon középkori udvari bolondként, vándorénekesként, angol avagy skót földesúrként, esetleg űrhajósként, kalózként, vagy hajléktalanként jelenik meg. Sokszor nem hiányzik előadásaiból saját maga parodizálása sem.

## A zenész
Autodidakta módon tanult fuvolázni, egyedi stílusára – melynek jellegzetessége a morgás, horkolás, zümmögés és ének úgy, hogy a fuvolát közben a szája elé tartja – nagy hatással volt az amerikai jazz-zenész, Roland Kirk. 2003-ban megalkotta a Griminelli's Lament című dalt barátja, az olasz fuvolás Andrea Griminelli tiszteletére.
Az 1990-es években kezdett játszani bambuszfuvolán. A fuvolán kívül sok egyéb hangszeren is játszik, például elektromos gitáron, basszusgitáron, buzukin, balalajkán, szaxofonon, harmonikán és többféle sípon.
Repertoárjában szerepel néhány dal, amiben minden hangszeren ő maga játszik, és még az utómunkálatok is Ian keze munkáját dicsérik. Egy korai ilyen próbálkozás volt az 1971-es Aqualung albumon található Locomotive Breath, mely a mai napig az egyik legnépszerűbb Jethro Tull-dal, több feldolgozása is született, például instrumentális, illetve nagyzenekari verzió. Érdekesség, hogy az 1980-ban kiadott A album eredetileg Ian Anderson szólóalbuma volt (a címe is a művész vezetéknevére utal), viszont a kiadó javaslatára – a várhatóan nagyobb eladás miatt – a Jethro Tull neve alatt jelent meg.
Zenéje több stílus jegyeit viseli magán, mint a folk, jazz, blues, rock, pop (ez a sokoldalúság egyértelműen látszik a Jehtro Tull honlap Archiválva 2013. június 20-i dátummal a Wayback Machine-ben diszkográfia szekciójában, ahol nem kronológiai sorrendben, hanem stílusonként csoportosítva találhatók meg a lemezek).
Dalszövegei összetettek, gyakran társadalmi és vallási kritikát is megfogalmaznak. Egyik legjellemzőbb példa erre az 1972-es Thick As a Brick című konceptalbum, mely egy időben a bíráló szövegei miatt tiltólistán is szerepelt. Egyéb különlegessége ennek a lemeznek, hogy úgy állították be: a szöveg megírásában segédkezett az akkor nyolcéves Gerald Bostock. Bostock azonban kitalált figura (ld.: https://en.wikipedia.org/wiki/Gerald_Bostock).
Anderson sok dalba sző bele népi és mitológiai vonatkozásokat. Az elmúlt évtizedben keletkezett szövegek közül több a mindennapi élet egy-egy képét mutatja be.

## Üzleti tevékenység
Ian Anderson az üzleti életben is sikeres, negyvenhárom lazacfarm tulajdonosa. Az általa irányított Strathaird konszernnek a Skye szigeten vannak birtokai.

## Magánélet
1970-ben elvette feleségül a fotós Jennie Frankset, majd 1974-ben elváltak. A hölgy írta az azóta legendássá vált Aqualung dal szövegének nagy részét.
1976-ban Ian házasságot kötött Shona Learoyddal, akivel Buckinghamshire-be költöztek egy 16. századi farmházba. Jelenleg Wiltshire-ben élnek. Két gyermekük van: James, aki apja után a zeneiparban, és Gael, aki a filmszakmában tevékenykedik.

## Elismerések
A könnyűzenébe fektetett hatalmas munkája miatt 2006-ban a Heriott-Watt University díszdoktorává avatta.

## Egyéb érdekességek
- Hobbija a csilipaprika-termesztés.
- Farmján huszonhat különféle fajhoz tartozó vadmacskát tart, közülük sok a méltánytalan körülmények közül kiszabadított macska.
- Honlapján található egy rövid útmutató kismacskák gondozásáról.
- Érdekli az indiai konyha, egy kezdőknek szóló könyvet is írt a témában.
- Leica fényképezőgépeket gyűjt, és újabban munkáihoz digitális technikát is használ.
- Soha sem szerzett jogosítványt, pedig érdekli az off-road motorozás is, több ilyen motorja is van.
- Tulajdonosa egy szaxofonnak is, amin – ígérete szerint – soha többet nem fog játszani.
- A GTA San Andreas számítógépes játékban az egyik karaktert Ian iránti tiszteletből Jethrónak nevezték el, a figura szakállát is az övéről mintázták.
- A Guild Wars játékban a szereplő játszhat léggitáron, illetve hasonló hangszereken, mint például a légfuvola. Bizonyos férfi karakterek ezt fél lábon teszik.
- Sikerült túlélnie egy trombózist, ezután többször is felhívta a nyilvánosság figyelmét a megelőzés fontosságára.
- A Planet Rock rádióban saját műsora volt Under the Influence címmel.
- Ahogy a 2006-os St. Brides jótékonysági koncert füzetében írja, vallásilag valahol a deizmus és a panteizmus között helyezné el magát.
- A Jethro Tull 57 éve aktív, egyedül Ian Anderson állandó tag a megalakulás óta. A világ negyven országában adtak eddig körülbelül kétezerötszáz koncertet, még mostanság is nagyjából évi százzal gyarapodik ez a szám.
- A Budapest című dalt egy 1986-os magyarországi koncerten megismert középtávfutó hölgy ihlette.
- Az 1989-es Grammy-díjat a Jethro Tull kapta a legjobb Hard Rock/Heavy Metal kategóriában, mire Anderson reakciója a következő volt: „The flute is a heavy, metal instrument.”, azaz „A fuvola egy nehéz, fémből készült hangszer”.

## Önálló albumai
- 1983 – Walk into Light
- 1995 – Divinities: Twelve Dances with God
- 2000 – The Secret Language of the Birds
- 2003 – Rupi's Dance
- 2005 – Ian Anderson Plays the Orchestral Jethro Tull